# ماركو رودولف
ماركو رودولف (بالألمانية: Marco Rudolph)‏ (مواليد 22 مايو 1970) هو ملاكم ألماني، مثّل بلاده في الألعاب الأولمبية الصيفية 1992.

## روابط خارجية
ماركو رودولف على موقع بوكس ريك (الإنجليزية) (registration required)
- ماركو رودولف على موقع أوليمبيديا (الإنجليزية)